# Дударенко Володимир Іванович
Володимир Іванович Дударенко (нар. 6 лютого 1946, Рівне — 18 травня 2017) — радянський футболіст, нападник. Після завершення ігрової кар'єри — футбольний тренер.

## Клубна кар'єра
Вихованець рівненської футбольної школи. З 1960 по 1965 рік виступав за місцевий клуб «Колгоспник».
У 1966 році Володимир отримав повістку з армії і продовжив свою кар'єру в львівському СКА, який в той час тренував Сергій Шапошников, проте надовго там не затримався, вже в наступному сезоні Шапошников очолив головну армійську команду країни — московський ЦСКА, в яку він запросив і Дударенка. У ЦСКА Володимир відразу ж став гравцем основного складу.
У 1975 році Дударенко повернувся в СКА, який в той час змінив назву і місто, і в 1977 році завершив в ньому кар'єру гравця.

## Виступи за збірну
1971 року провів два товариські матчі у складі національної збірної СРСР проти Мексики і Сальвадору.

## Кар'єра тренера
Розпочав тренерську кар'єру невдовзі по завершенні кар'єри гравця, 1979 року, очоливши тренерський штаб клубу СКА (Львів), де і працював до 1981 року, після чого став асистентом тренера команди.

## Особисте життя
Рідний брат Володимира Дударенка — Микола Дударенко, також був футболістом, грав у тому числі разом із братом за СК «Луцьк» і львівський СКА.
| Дата       | Місто         | Господарі | Результат | Гості | Турнір           | Голи | Примітки |
| ---------- | ------------- | --------- | --------- | ----- | ---------------- | ---- | -------- |
| 19/02/1971 | Мехіко        | Мексика   | 2 – 0     | СРСР  | товариський матч | -    | 60'      |
| 28/02/1971 | Сан-Сальвадор | Сальвадор | 2 – 0     | СРСР  | товариський матч | -    |          |
| Усього     |               | Матчів    | 2         |       | Голів            | 0    |          |